# Alatina alata
Alatina alata Menon, 1830 è una cubomedusa  della famiglia delle Alatinidae, diffusa negli oceani Atlantico e Pacifico.  È apparsa sovente in letteratura col nome di  Carybdea alata .
L'A. alata è stata fra le prime cubomeduse ad essere descritte: un esemplare venne raccolto dal commissario francese Theodore Ballieu nel 1877 a Honolulu e poi conservato al Museo nazionale di storia naturale di Francia a Parigi.

## Distribuzione e habitat
La A. alata vive nelle acque dell'Oceano Atlantico meridionale e del Pacifico; a volte la si è incontrata nel Oceano Indiano, lungo le coste del Pakistan, nel mar dei Caraibi e nel mar Rosso. Nuota a nelle acque poco profonde, sulle barriere coralline o sui fondi sabbiosi, ma è stata anche avvistata a profondità di 675 m e oltre. La si incontra sia solitaria che in gruppi e di notte viene attirata dalla luce.
Raggruppamenti di A. alata avvengono mensilmente, otto e nove giorni dopo la luna piena, presso Bonaire (Antille Olandesi). Si nutre di piccoli pesci, vermi e gamberi che insegue nuotando attivamente grazie a contrazioni del velarium ed uccide grazie ai nematocisti dei tentacoli.

## Caratteristiche
La A. alata ha un corpo traslucido e leggermente azzurrino, con grossi pedalia che le hanno dato l'epiteto di "alata". L'ectoderma è liscio e i tentacoli sono al numero di quattro con strisce giallo-rosa, mentre i padalia corrispondenti sono color ocra chiaro.  Le dimensioni degli esemplari dell'Atlantico sono di 130–250 mm di lungo per 51 mm di diametro per l'ombrella, mentre quelli catturati nel Pacifico (tranne ad Hawaii) sono spesso molto più grandi: 30 cm di lungo e 15 cm di diametro dell'ombrella; gli esemplari delle Hawaii hanno la campana lunga 15 cm e con un po' meno di 8 cm di diametro.
La riproduzione della A. alata è sessuata e ovovivipara. Le femmine assorbono gli spermatozoi rilasciati dal maschio in acqua nel proprio sistema gastro-vascolare e fecondano le uova al loro interno. 
Gli embrioni circolano fra i tentacoli, nella cavità gastro-vascolare e nel subombrella della femmina già nell'arco di poche ore dopo la fecondazione. Dopo qualche giorno, vengono rilasciate le plantulae che si fissano come polipi sul fondo dell'oceano.

## Tossicità
La puntura della  A. alata non è particolarmente pericolosa in generale, ma in alcune occasioni può causare reazioni simili alla sindrome di Irukandji, portando all'arresto cardiaco. Al contrario delle meduse Irukandji delle quali la puntura si nota poco inizialmente, il contatto con la A. alata è particolarmente doloroso e i sintomi della sindrome di Irukanji si iniziano ad avvertire fra i 5 minuti alle due ore dopo la puntura. Questi possono includere dolori al capo, dolori muscolari, all'addome, nausea, vomito, sudore, ipertensione, tachicardia ed edema polmonare.